# (1051) Mèrope
(1051) Merope és un asteroide pertanyent al cinturó exterior d'asteroides descobert per Karl Wilhelm Reinmuth el 16 de setembre de 1925 des de l'observatori de Heidelberg-Königstuhl, Alemanya. Merope es va designar inicialment com 1925 SA. Més tard va ser anomenat per Mérope, una deessa menor de la mitologia grega.
Està situat a una distància mitjana del Sol de 3,218 ua, podent allunyar-se'n fins a 3,532 ua i acostar-s'hi fins a 2,905 ua. La seva excentricitat és 0,0975 i la inclinació orbital 23,48°. Emplea a completar una òrbita al voltant del Sol 2109 dies.